# Venčeslav Černigoj
Venčeslav (Slavko) Černigoj, slovenski rimskokatoliški duhovnik, * 26. september 1931, Ajdovščina.

## Življenje in delo
Rodil se je v družini tesarja Leopolda in gospodinje Marije Černigoj v Ajdovščini. Ljudsko šolo je leta 1945 končal v rojstnem kraju. Gimnazijo je obiskoval v Gorici, Ajdovščini, Novi Gorici in Pazinu, kje je leta 1952 tudi maturiral. Bogoslovje je v letih 1952−1958 študiral v Ljubljani. Tu je za Mirkom Cudermanom 1954 prevzel pevski zbor bogoslovcev »Škrjanček« in ga vodil do 1958. V mašnika je bil posvečen 25. junija 1958. Dva meseca po novi maši je postal župnik v Temnici, nato je bil župnik še v Tolminu (1958-1965), Bovcu (1965-1974) ter do upokojitve leta 1992 v Logu pod Mangartom. Kljub težki invalidnosti, ki je bila posledica prometne nesreče leta 1969, je vsa leta skrbno opravljal dušno pastirstvo v svojih župnijah. Poleg tega je 18 let vodil duhovne vaje za redovnice v Rablju, Trbižu in Cavallinu pri Benetkah. Njegova največja zasluga pa je bilo mentorsko delo s študentskimi skupinami iz vse Slovenije. Župnišče v Logu pod Mangartom je postala prava hiša duhovnih vaj za mlade slovenske izobražence po 2. svetovni vojni. Nad 3.000 mladih študentov, študentk in semeniščnikov se je zvrstilo v poletnih mesecih v Logu. Tam so se srečevali, se spoznavali in opravljali duhovne vaje, ki so jih vodili jezuita pater Böhm in Miha Žužek, ter škofje in drugi duhovniki, zlasti Rafko Valenčič in Černigoj, ki je skrbel tudi za organizacijo in mentorstvo. 